# Thylamys velutinus
Thylamys velutinus is een zoogdier uit de familie van de opossums (Didelphidae). De wetenschappelijke naam van de soort werd voor het eerst geldig gepubliceerd door Johann Andreas Wagner in 1842.

## Voorkomen
De soort komt voor in het zuidoosten van Brazilië.